# Władysław III. (Polen)
Władysław III. Dünnbein (polnisch Władysław III Laskonogi; * 1161; † 3. November 1231) war jüngster Sohn des Herzogs Mieszko III. aus seiner Ehe mit Eudoxia von Kiew; Herzog in Großpolen 1194–1229,  Seniorherzog  von Polen zu Krakau 1202–1206, 1228–1229; aus dem Geschlecht der Piasten.

## Leben
Als einziger von Mieszkos III. fünf Söhnen hat er den Vater überlebt und konnte seine Nachfolge antreten. Nach dem Tode des Vaters im Jahre 1202 konnte Władysław mit Hilfe der kleinpolnischen Magnaten den Krakauer Thron besteigen, verlor jedoch bald seine Anhänger, und musste schon 1206 die polnische Hauptstadt zu Gunsten seines Cousins Leszek räumen. Er regierte nunmehr nur in der Provinz Großpolen, aber auch dort stieß er bald auf unüberwindliche Schwierigkeiten wegen des Erbstreites mit seinem einzigen Neffen Władysław Odonic. Ein zweiter Streit entbrannte mit dem Gnesener Erzbischof Henryk Kietlicz, dessen Streben es war, die Kirche von der herzoglichen Investitur zu befreien. Auf Władysławs Seite stand die Mehrheit des großpolnischen Klerus, so dass ein Bannfluch Kietlicz´s und eine päpstliche Exkommunikation um 1214 unwirksam blieben.
1216 versöhnte sich Władysław mit dem Erzbischof und seinem Neffen Władysław Odonic, welcher die Herrschaft Kalisz zurückerhielt, bald darauf gelang es Władysław III. jedoch, in Zusammenarbeit mit den Herzögen Leszek von Kleinpolen und Heinrich von Schlesien den Neffen wieder zu verjagen. 1223 bis 1227 entfachte Odonic mit Hilfe des Herzogs von Pommerellen, Swantopolk II., einen neuen Krieg gegen den Onkel, welcher 1227 beinahe ganz Großpolen verlor. Durch die Initiative Leszeks vereinbarte man für den November 1227 ein Treffen der Piastenherzöge in Gąsawa, das die Probleme lösen sollte; ein Überfall durch Herzog Swantopolk kostete jedoch Leszek das Leben, während Heinrich von Schlesien, schwer verwundet, durch einen Zufall fliehen konnte. Władysław hatte es nicht geschafft, rechtzeitig zu erscheinen; dieser Umstand rettete ihm sein Leben.
Im Mai 1228 wurde Władysław Dünnbein zum zweiten Mal zum Seniorherzog in Krakau gewählt, hatte  aber wieder Schwierigkeiten mit Władysław Odonic, dem er 1229 schließlich Großpolen übergeben musste, sowie mit seinem Cousin, dem  Herzog Konrad von Masowien, an den er Sieradz,  Łęczyca und Kleinpolen  mit Krakau und Sandomir verlor.
Władysław starb gegen Ende des Jahres 1231 im schlesischen Exil. Zu seinem Universalerben erklärte er Heinrich von Schlesien, der sein Cousin zweiten Grades war.

## Ehe und Nachkommen
Er war seit 1186 mit der Prinzessin Lucja, Tochter des Fürsten Jaromar von Rügen verheiratet. Die Ehe blieb kinderlos.